# Fantsby
Fantsby (finska: Vanttila) är en stadsdel i Esbo stad och hör administrativt till Stor-Köklax storområde. 
Det finns ett nytt trähusdominerat småhusområde i Fantsby, med bland annat BoKlok-hus.
Fantsby är ett gammalt bynamn: Fantzby (1492), Ffandzby (1540), Fantsby (1595). Namnet härstammar från namnet på en person och i dokument nämns bland andra nämndeman Anders Fantt från Esbo år 1433 och i början på 1500-talet Jöns Fanten. Det finska namnet Vanttila baserar sig på det svenska namnet och togs i bruk år 1965.

## Källor

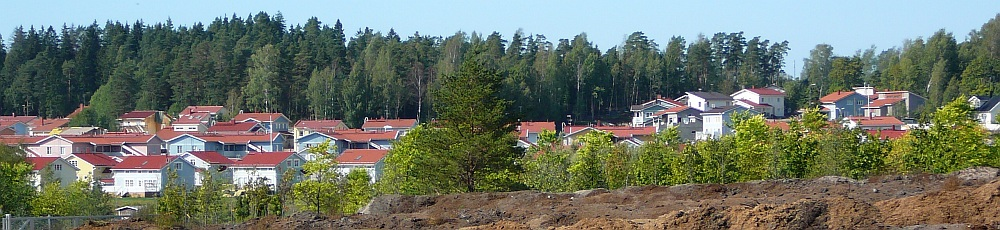
Fantsby nya småhusområde i september 2006

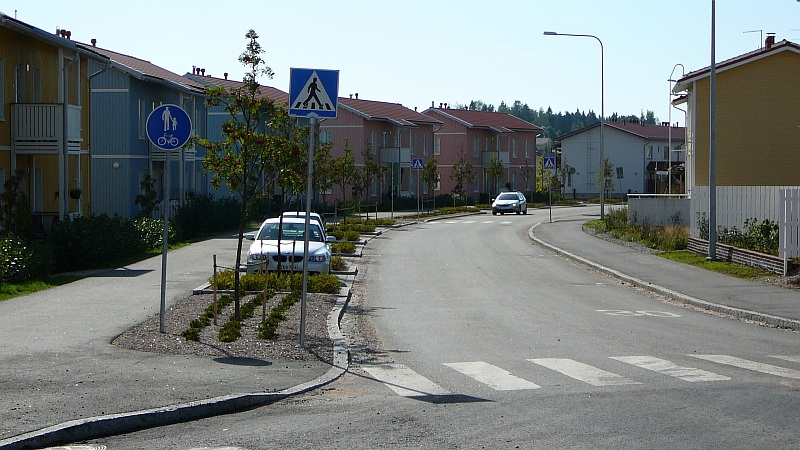
Fantsdalsvägen